# Calymniodes acamas
Calymniodes acamas är en fjärilsart som beskrevs av Herrich-Schäffer 1869. Calymniodes acamas ingår i släktet Calymniodes och familjen nattflyn. Inga underarter finns listade i Catalogue of Life.